# Koźmin Wielkopolski (gmina)
Koźmin Wielkopolski (do 1997 gmina Koźmin) – gmina miejsko-wiejska w Polsce w województwie wielkopolskim, w powiecie krotoszyńskim. W latach 1975–1998 gmina administracyjnie należała do województwa kaliskiego.
Siedziba gminy to Koźmin Wielkopolski.

## Struktura powierzchni
Według danych z roku 2002 gmina Koźmin Wielkopolski ma obszar 152,69 km², w tym:
- użytki rolne: 88%
- użytki leśne: 6%

Gmina stanowi 21,38% powierzchni powiatu.

## Demografia

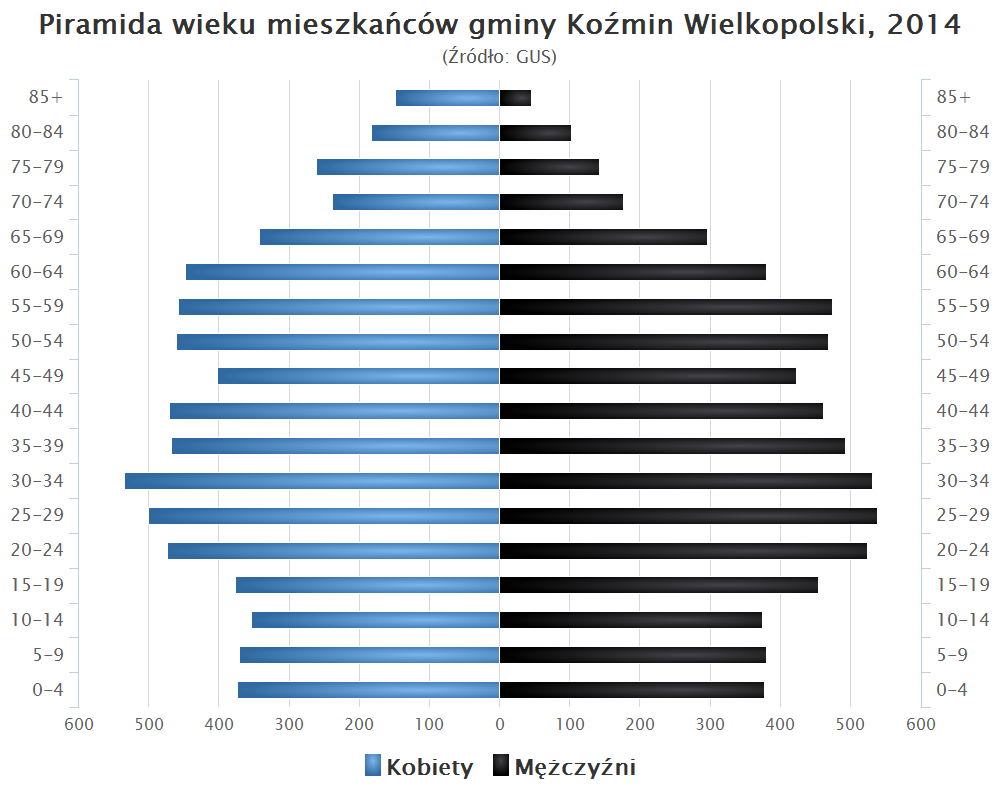
Piramida wieku mieszkańców gminy Koźmin Wielkopolski w 2014 roku

Dane z 30 czerwca 2004:
| Opis                              | Ogółem | Ogółem | Kobiety | Kobiety | Mężczyźni | Mężczyźni |
| --------------------------------- | ------ | ------ | ------- | ------- | --------- | --------- |
| jednostka                         | osób   | %      | osób    | %       | osób      | %         |
| populacja                         | 13 854 | 100    | 7053    | 50,9    | 6801      | 49,1      |
| gęstość zaludnienia (mieszk./km²) | 90,7   | 90,7   | 46,2    | 46,2    | 44,5      | 44,5      |

## Sołectwa
Borzęcice, Biały Dwór, Borzęciczki, Cegielnia, Czarny Sad, Dębiogóra, Gałązki, Gościejew, Góreczki, Józefów, Kaniew, Lipowiec, Mokronos, Nowa Obra, Orla, Pogorzałki Wielkie, Sapieżyn, Serafinów, Skałów, Staniew, Stara Obra, Suśnia, Szymanów, Tatary, Walerianów, Wałków, Wrotków, Wyrębin.

## Pozostałe miejscowości
Dębowiec, Dymacz, Góreczki (osada), Klatka, Ludwinów, Mogiłka, Mycielin, Orlinka, Paniwola, Pogorzałki Małe, Psie Pole, Wrotków (osada).

## Sąsiednie gminy
Borek Wielkopolski, Dobrzyca, Jaraczewo, Jarocin, Krotoszyn, Pogorzela, Rozdrażew